# レジョリス
レジョリス（フランス語: Régiolis）は、フランスの国有鉄道であるフランス国鉄（SNCF）が所有する鉄道車両の名称。鉄道車両メーカーのアルストムやCAFが手掛ける鉄道車両ブランド「コラディア」のうち、「コラディア・ポリバレント（Coradia Polyvalent）」と「コラディア・ライナー（Coradia Liner）」に該当する車両で、2025年現在は電車とバイモード車両の導入が行われている。

## 概要

### 導入までの経緯
2000年代以降、フランス国鉄はフランスの各地域圏で運行する旅客輸送サービス「TER」へ向けて多数の新型車両を導入し、近代化を積極的に進めていた。そのような状況の中で、旧型車両の更なる置き換えや「TER」の利用客増加による輸送力増強を目的に、フランス国鉄は「多目的車両（porteur polyvalent）」と位置付けた、電化区間で使用する電車や非電化区間へ直通運転が可能なバイモード車両に関する計画を発表し、各地域圏の共同出資という形で入札を実施した。その結果、2009年にアルストムが最大1,000編成の発注を獲得し、2012年にチェコのヴェリム鉄道試験線で最初の車両が公開された。

### 構造（コラディア・ポリバレント）
「レジョリス」のうち、大半の形式に採用されている「コラディア・ポリバレント」は線路状態が悪い場所でも安定した高速運転や快適性の維持が可能な連節構造を採用した車両で、3車体（Court、C編成）4車体（Moyen、M編成）、6車体（Long、L編成）の3種類の編成が展開されている。そのうち3車体・4車体連接車は運転台側に動力台車が、車体間の連節部に付随台車（連節台車）が設けられている一方、6車体連接車は3車体連接車を背中合わせに組み合わせた編成を組んでおり、工場での検査時に容易に分離可能な設計となっている他、連結面の台車の片方は動力台車となっている。この動力台車の配置は、騒音や振動の抑制、適切な重量配置による高速運転時の安定化を目的としたものである。
各動力台車には永久磁石同期電動機が2基搭載されており、従来の車両と比べてメンテナンスの容易化やエネルギー効率の向上が図られている。また、バイモード車両についてはMAN製の6気筒ディーゼルエンジンが4基搭載されており、発電機と合わせて電力を主電動機に供給する事で非電化区間を最高速度160 km/hで走行可能である。
車内は全体が段差がない低床構造になっており、バリアフリーに適した構造となっている。車体および車内レイアウトは用途に応じて以下の3種類が用意されている。
- Périurbain - 近距離輸送（地域輸送）に適した形態。乗降扉は車体両側に2箇所ずつ設置されている。
- Régional - 中距離の地域輸送（高速地域輸送）に適した形態。乗降扉は1箇所のみ設置されている。
- Intervilles  - 長距離輸送に適した形態。乗降扉は1箇所のみ設置されており、車内レイアウトも長距離利用を考慮したものとなっている。

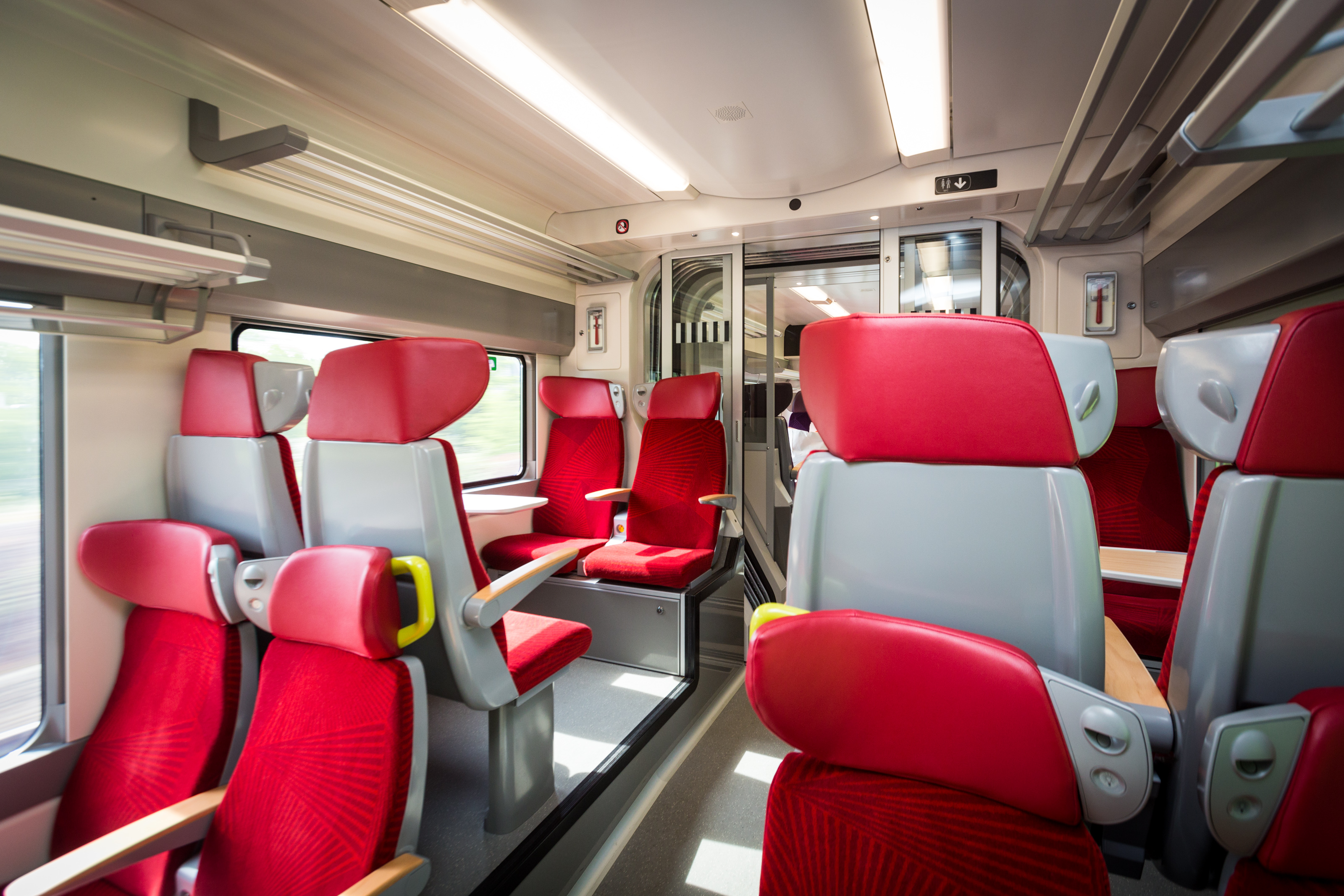
車内（B83500形「Périurbain」）
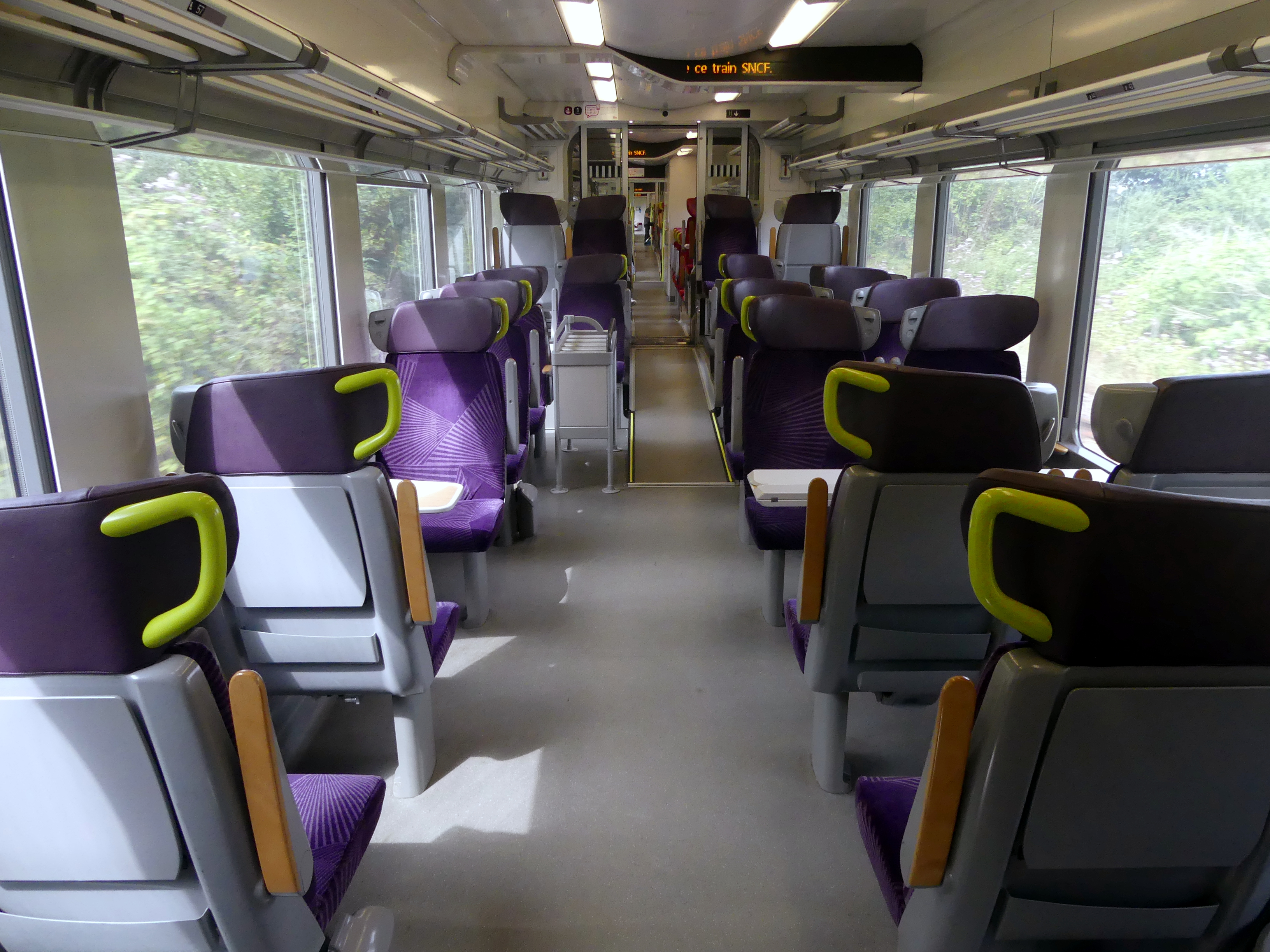
車内（B84500形「Régional」）
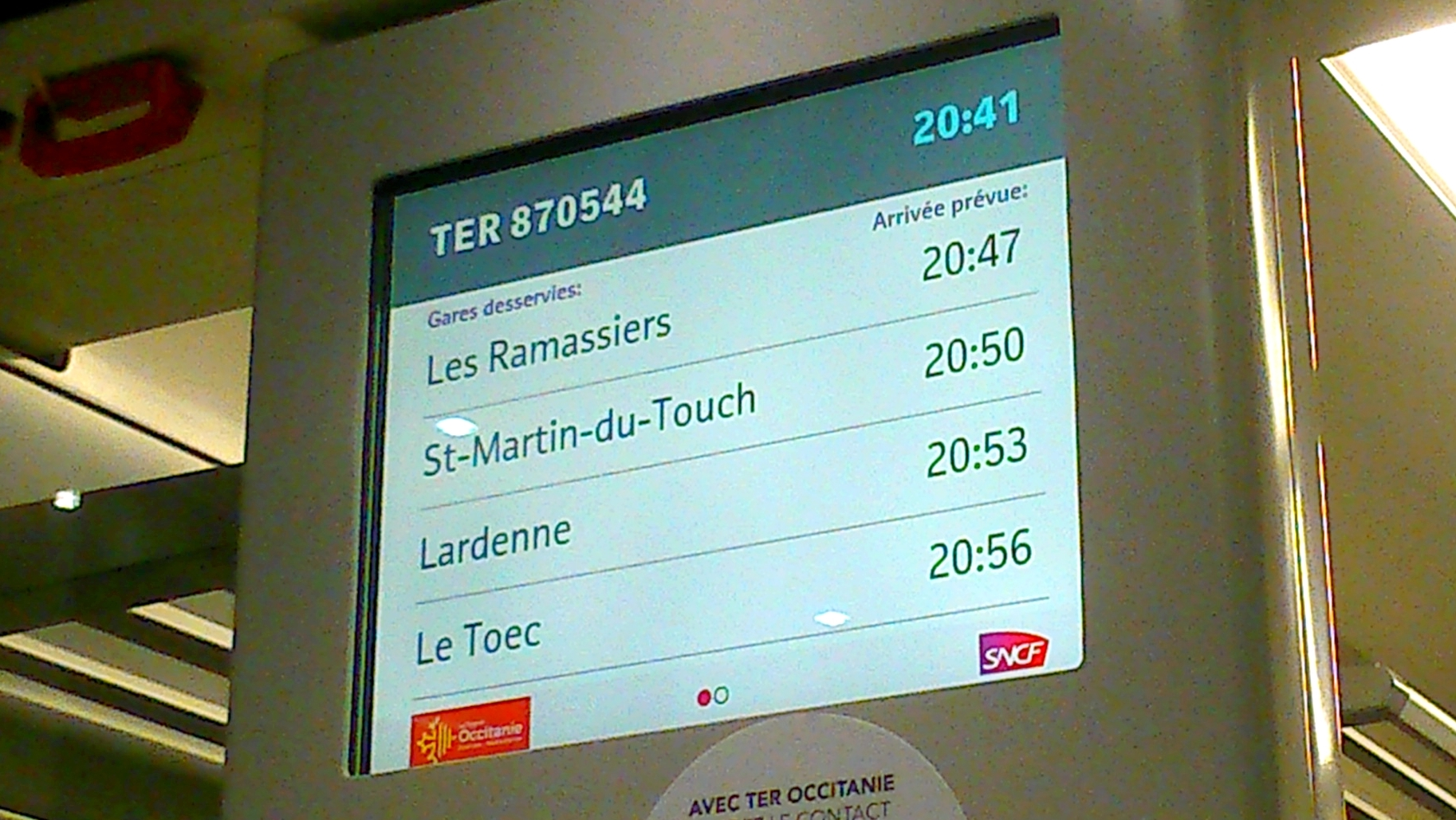
情報案内スクリーン（B83500形）
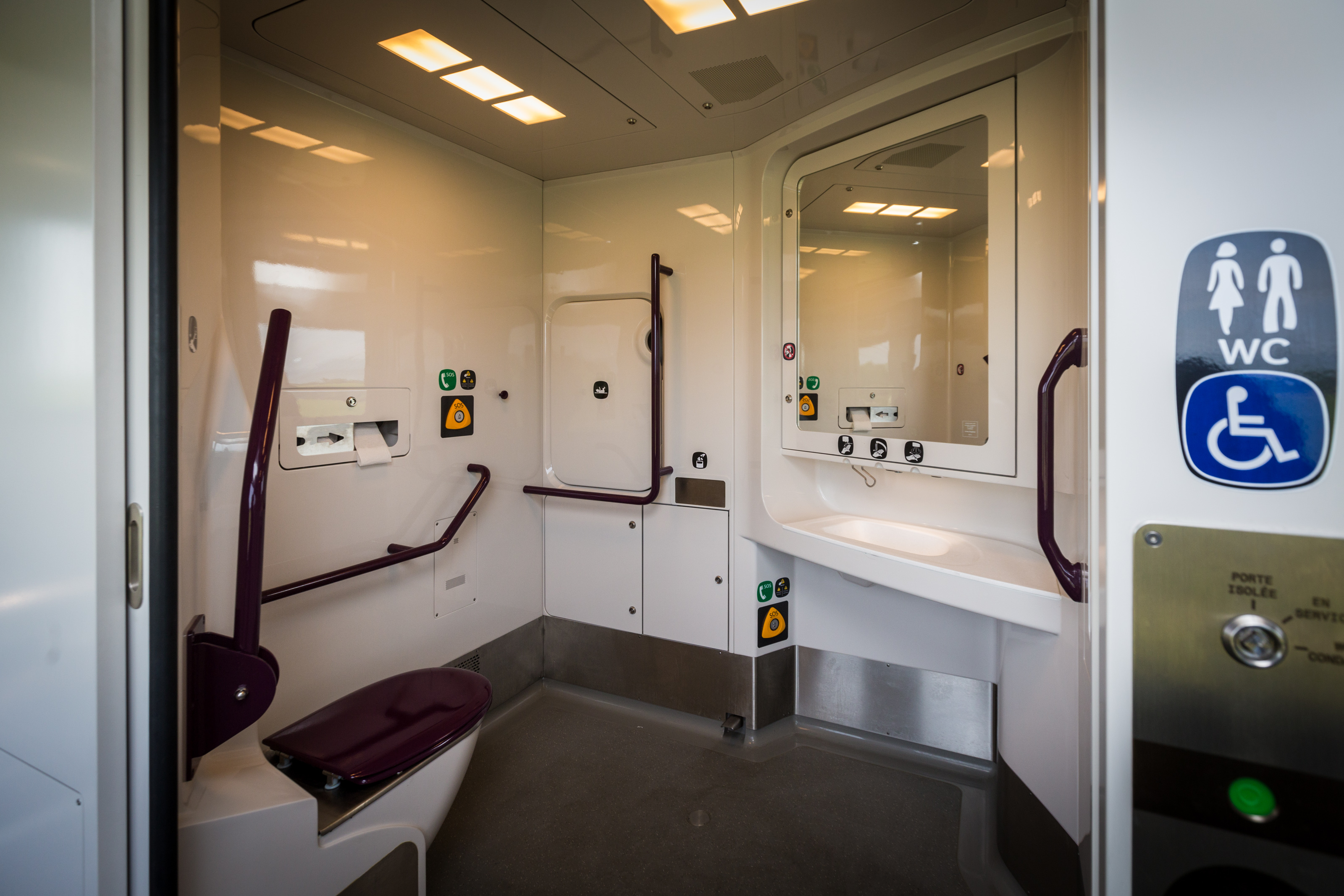
バリアフリー対応トイレ（B83500形）
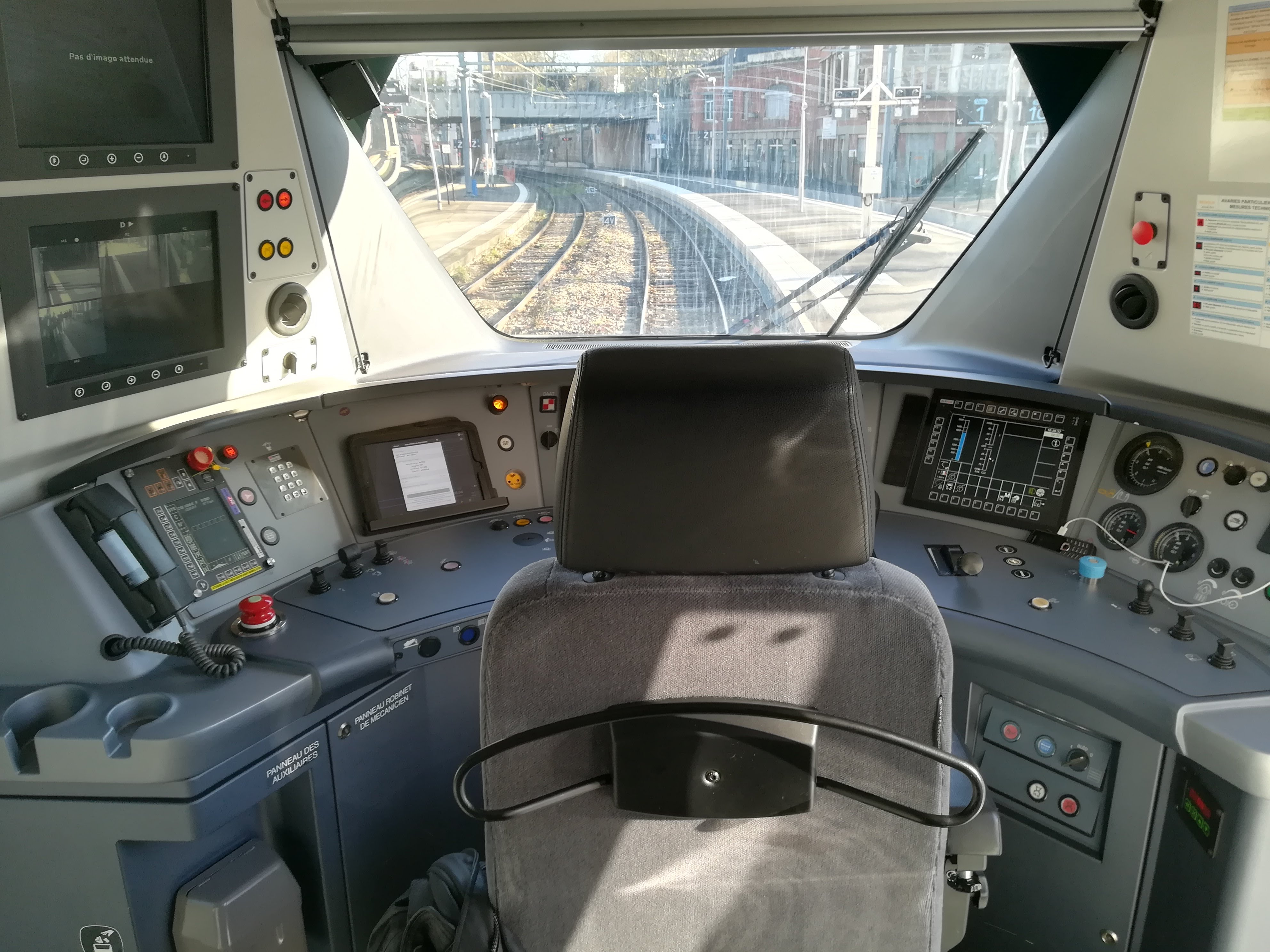
運転台
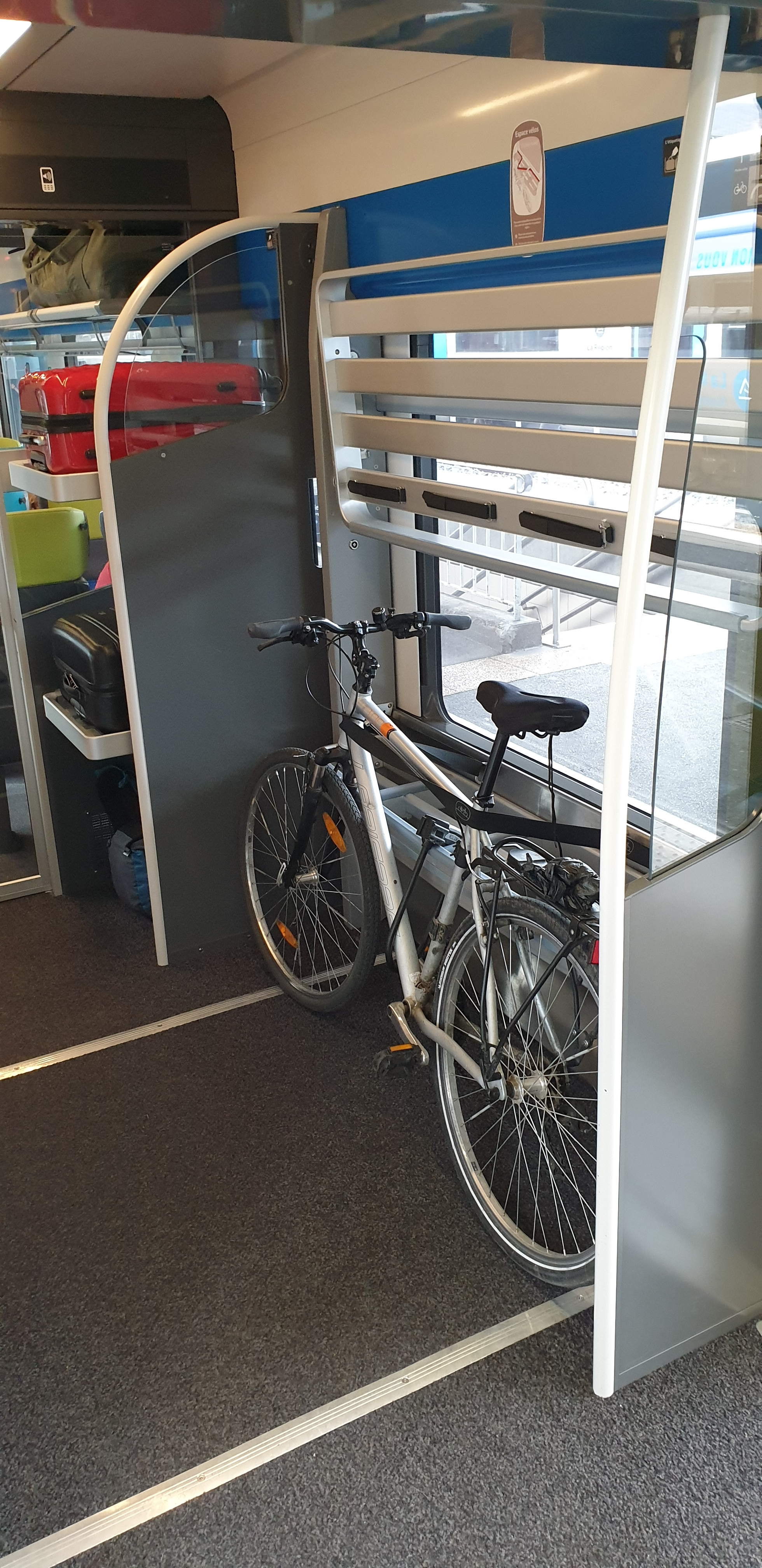
自転車ラック

### 構造（コラディア・ライナー）
「レジョリス」のうち、2013年に発注が行われた長距離都市間列車「アンテルシテ（Intercités）」向け車両には、コラディア・ポリバレントを基に開発が実施された「コラディア・ライナー」ブランドが採用されている。
「コラディア・ライナー」は「コラディア・ポリバレント」と同様の連節編成を有する車両で、車内も全室が低床構造になっており乗客の乗降や往来の利便性向上が図られている。車内の座席は布張りのアームレスト、充電用の電源ソケット、読書灯が備え付けられているリクライニングシートとなっており、床材は周囲の騒音抑制が可能な構造となっている。また、車内にはバーや子供向けプレイエリアといったサービス施設も設置され、長距離利用に適した内装となっている。車体や機器は軽量化が重視されており、従来の車両（客車列車）と比べて消費電力が削減される。最高速度は160 km/h（V160）と200 km/h（V200）から選択可能だが、2025年現在は160 km/h仕様の車両（V160）が製造されている。

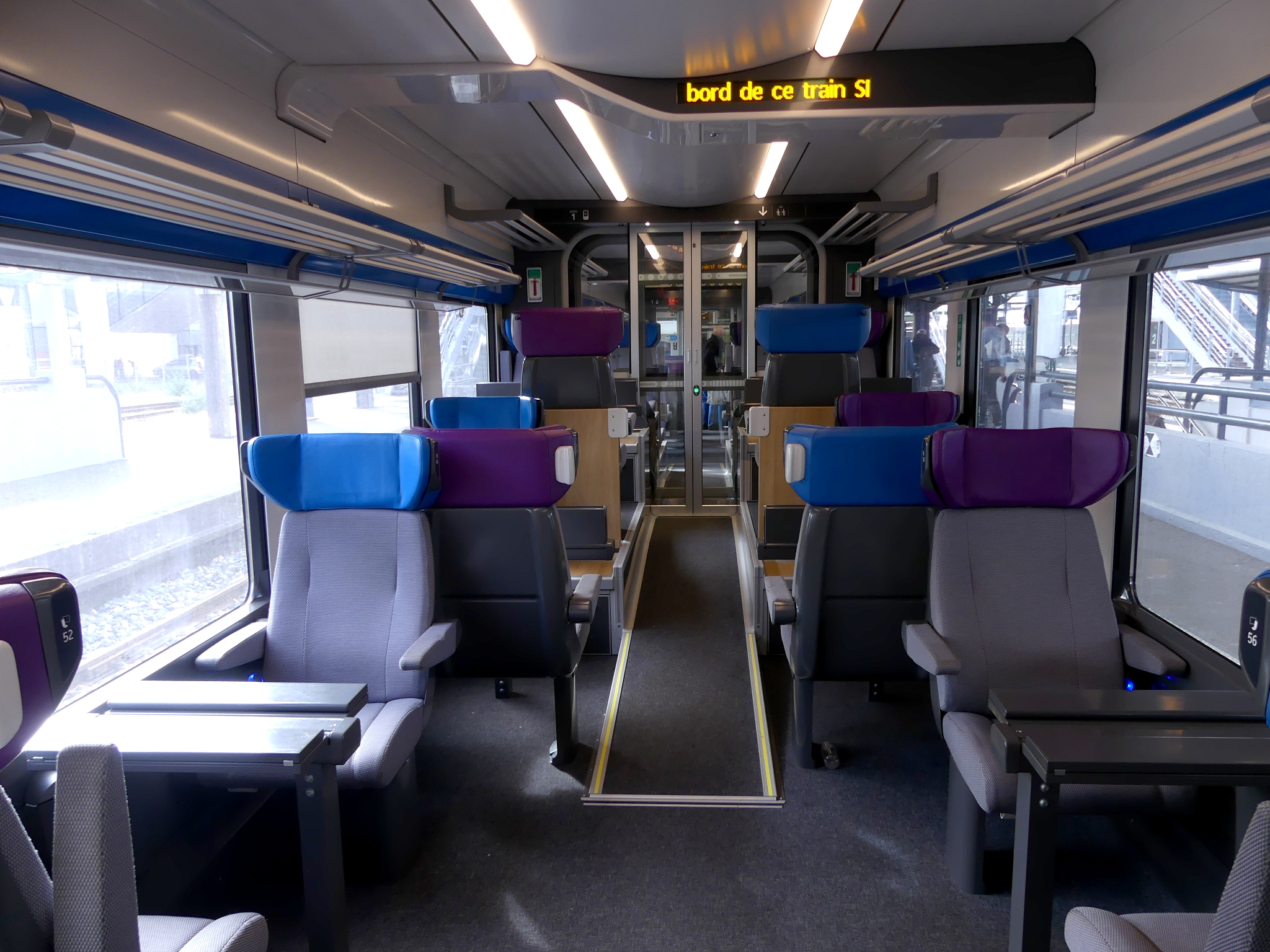
車内（1等座席）
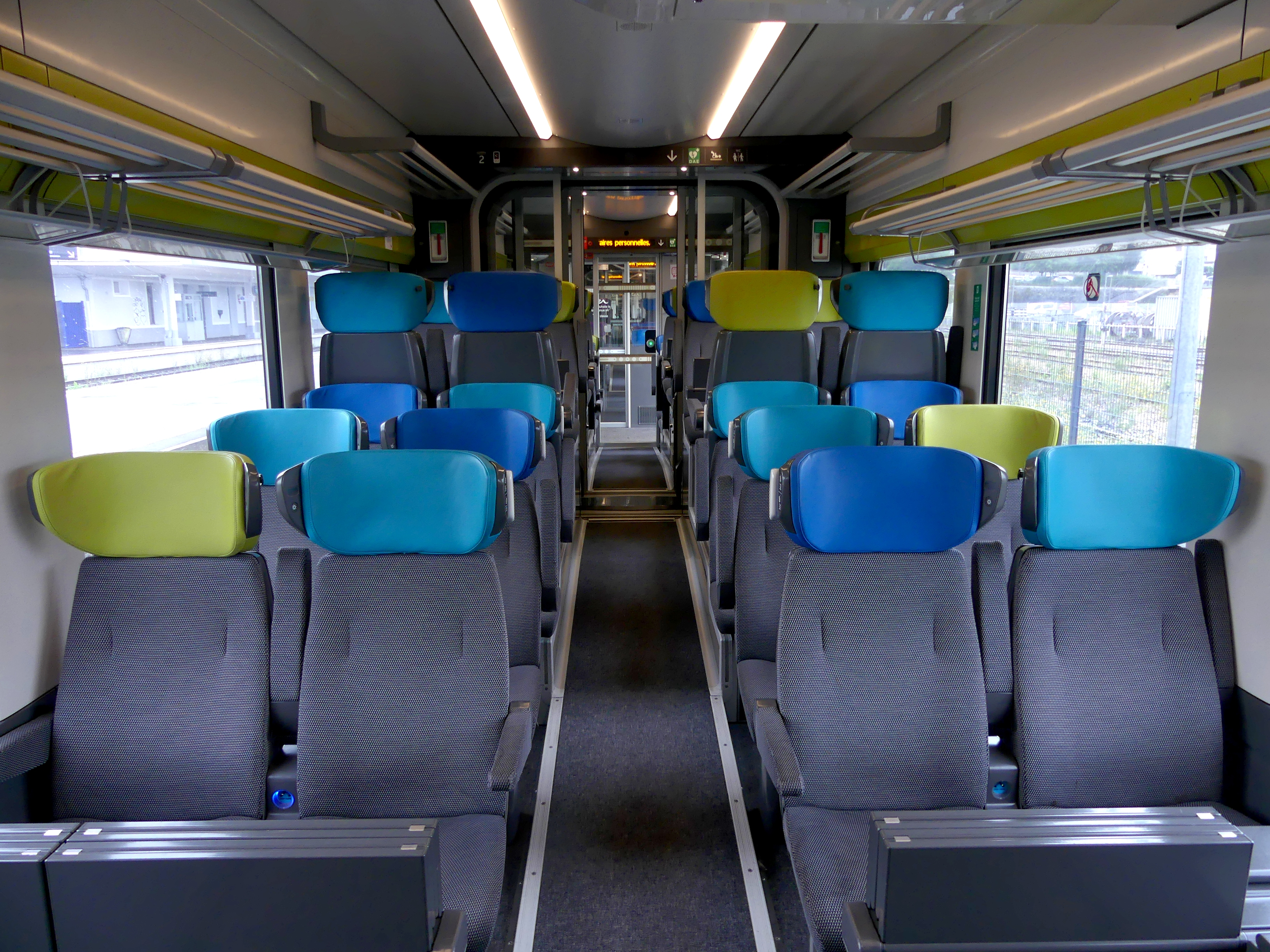
車内（2等座席）
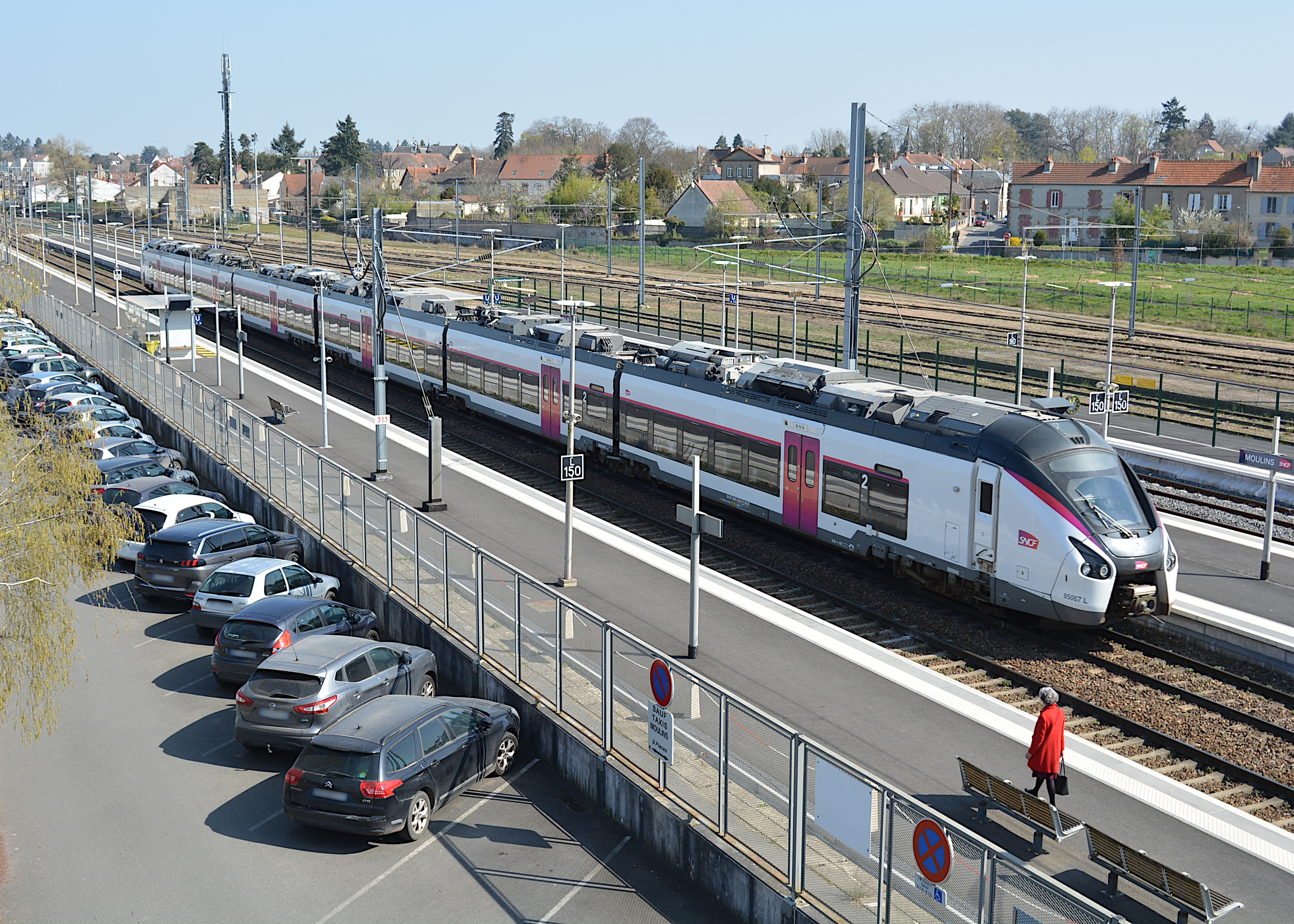
電化区間で使用される「コラディア・ライナー」（2022年撮影）
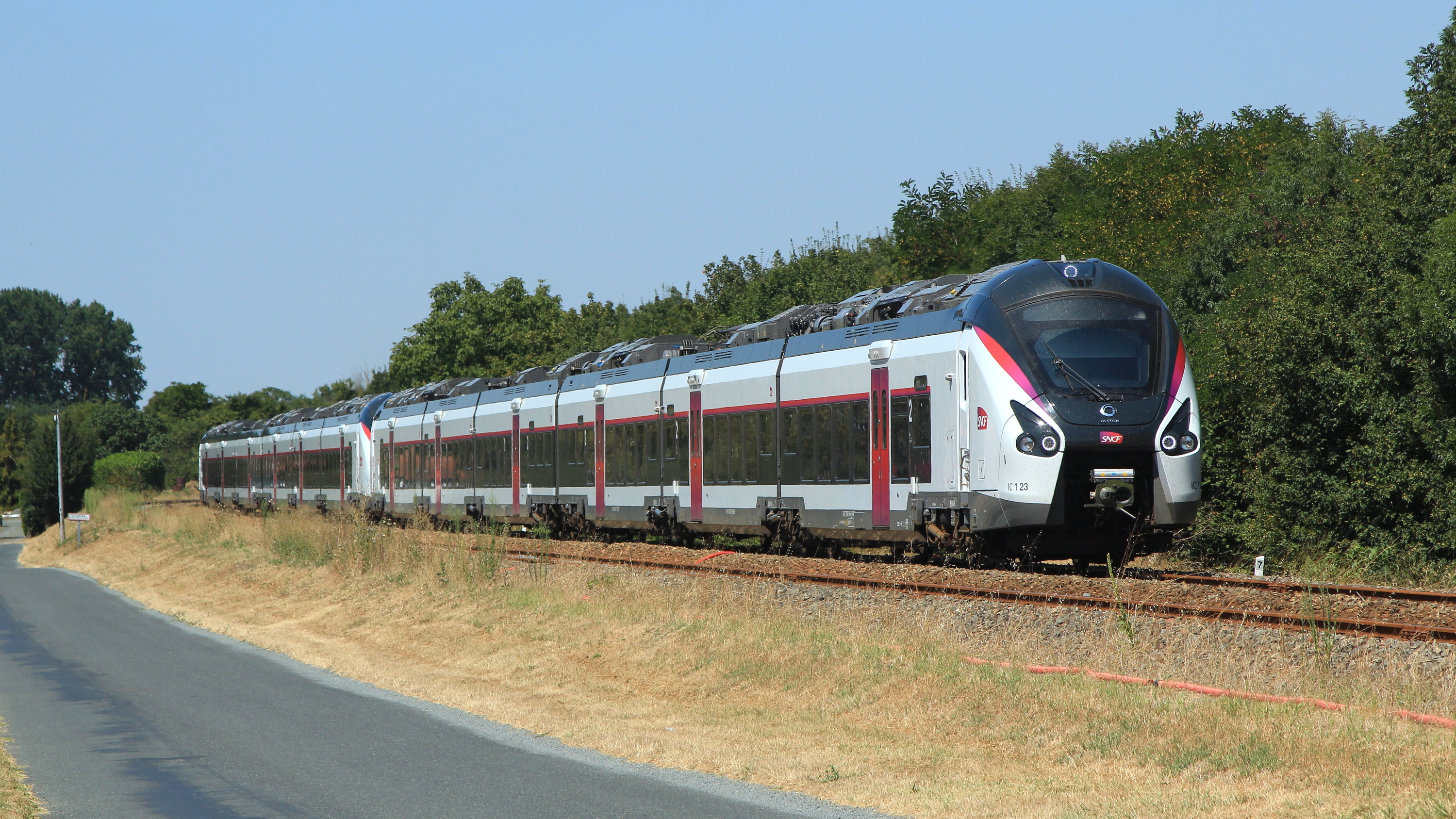
非電化区間を走行する「コラディア・ライナー」（2018年撮影）

### 製造企業について
「レジョリス」を含めた「コラディア・ポリバレント」の製造企業に関して、2022年までは開発元のアルストムによって製造・展開が行われていたが、同社によるボンバルディア・トランスポーテーション買収に伴う市場独占の回避を目的とした欧州委員会からの提言により、同年以降はスペインのCAFが展開を実施している。

## 形式
2014年から営業運転を開始した「レジョリス」は、2025年時点で以下の形式が導入され、フランス各地で使用されている。これらに加え、2025年7月にもCAFとアルストムのコンソーシアムがブルゴーニュ＝フランシュ＝コンテ地域圏向けの車両（6車体連接車：電車、4車体連接車：バイモード車両）の発注を獲得している。
| 形式     | 車種           | 対応電圧   | 対応電圧          | 対応電圧            | 非電化区間対応 | 種類          | 編成           | 備考                                  |
| 形式     | 車種           | 直流1,500V | 交流25,000V 50 Hz | 交流15,000V 16.7 Hz | 非電化区間対応 | 種類          | 編成           | 備考                                  |
| -------- | -------------- | ---------- | ----------------- | ------------------- | -------------- | ------------- | -------------- | ------------------------------------- |
| B83500形 | バイモード車両 | ○          | ○                 |                     | ○              | "Périurbain"  | 4・6車体連接車 |                                       |
| B83600形 | バイモード車両 | ○          | ○                 |                     | ○              | "Périurbain"  | 6車体連接車    | 信号保安システム「ERTMS」に対応       |
| B84500形 | バイモード車両 | ○          | ○                 |                     | ○              | "Régional"    | 4・6車体連接車 |                                       |
| B84800形 | バイモード車両 | ○          | ○                 |                     | ○              | "Régional"    | 4車体連接車    |                                       |
| B85000形 | バイモード車両 | ○          | ○                 |                     | ○              | "Intercités"  | 6車体連接車    | 「コラディア・ライナー」              |
| B85500形 | バイモード車両 |            | ○                 | ○                   | ○              | "Régional"    | 4車体連接車    | ドイツへの国際列車に使用可能          |
| B85900形 | バイモード車両 | ○          | ○                 |                     | ○              | "Intervilles" | 4車体連接車    | 電化区間では最高速度200km/hで走行可能 |
| Z31500形 | 電車           | ○          | ○                 | ○                   |                | "Périurbain"  | 4車体連接車    | ドイツへの国際列車に使用可能          |
| Z51500形 | 電車           | ○          | ○                 |                     |                | "Régional"    | 4車体連接車    |                                       |
| Z51500形 | 電車           | ○          | ○                 | "Intervilles"       | 6車体連接車    |               |                |                                       |
| Z54500形 | 電車           | ○          | ○                 |                     |                | "Périurbain"  | 6車体連接車    |                                       |
| Z54900形 | 電車           | ○          | ○                 |                     |                | "Intervilles" | 4車体連接車    | 最高速度200km/h                       |

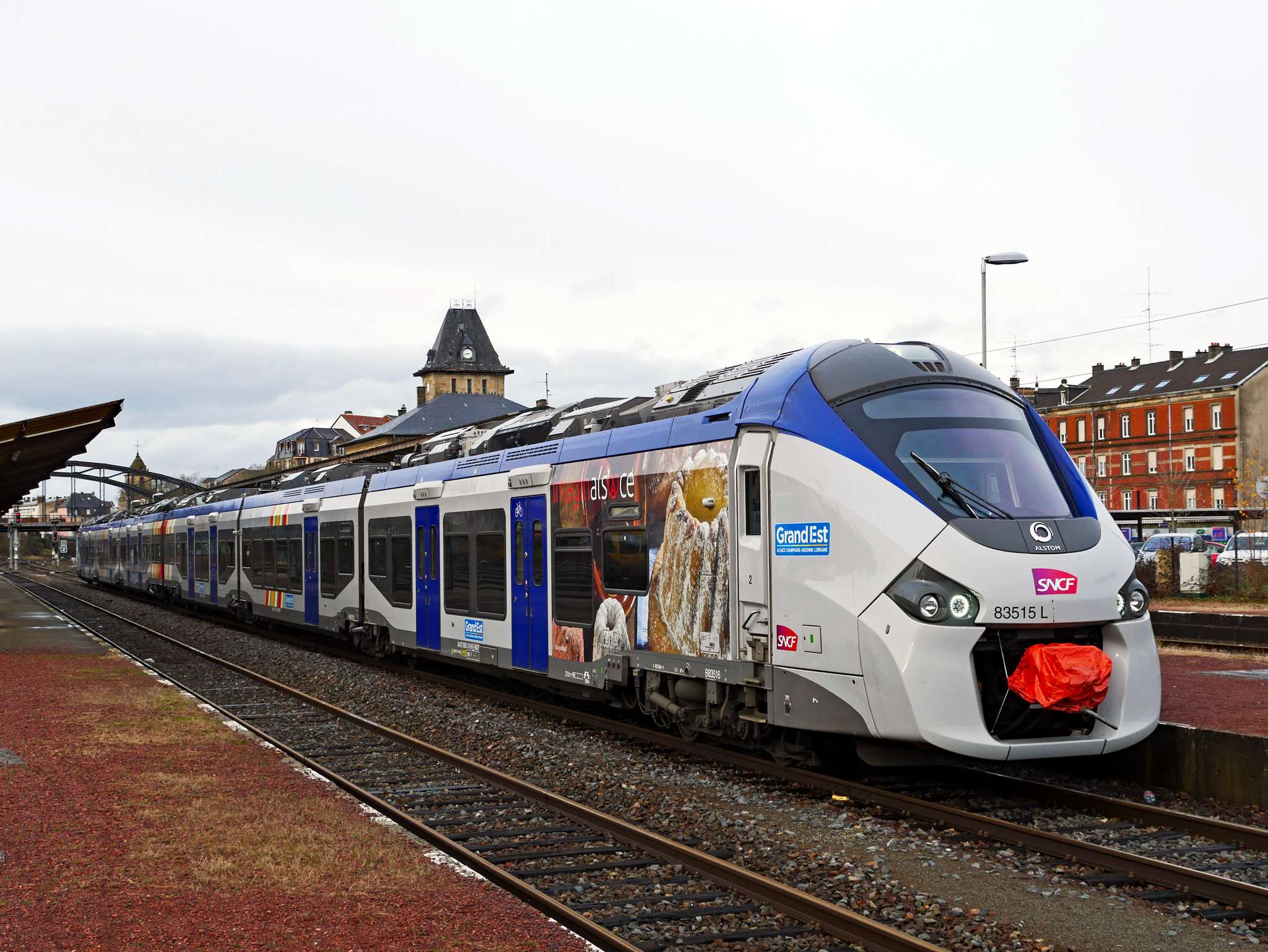
B83500形 （2017年撮影）
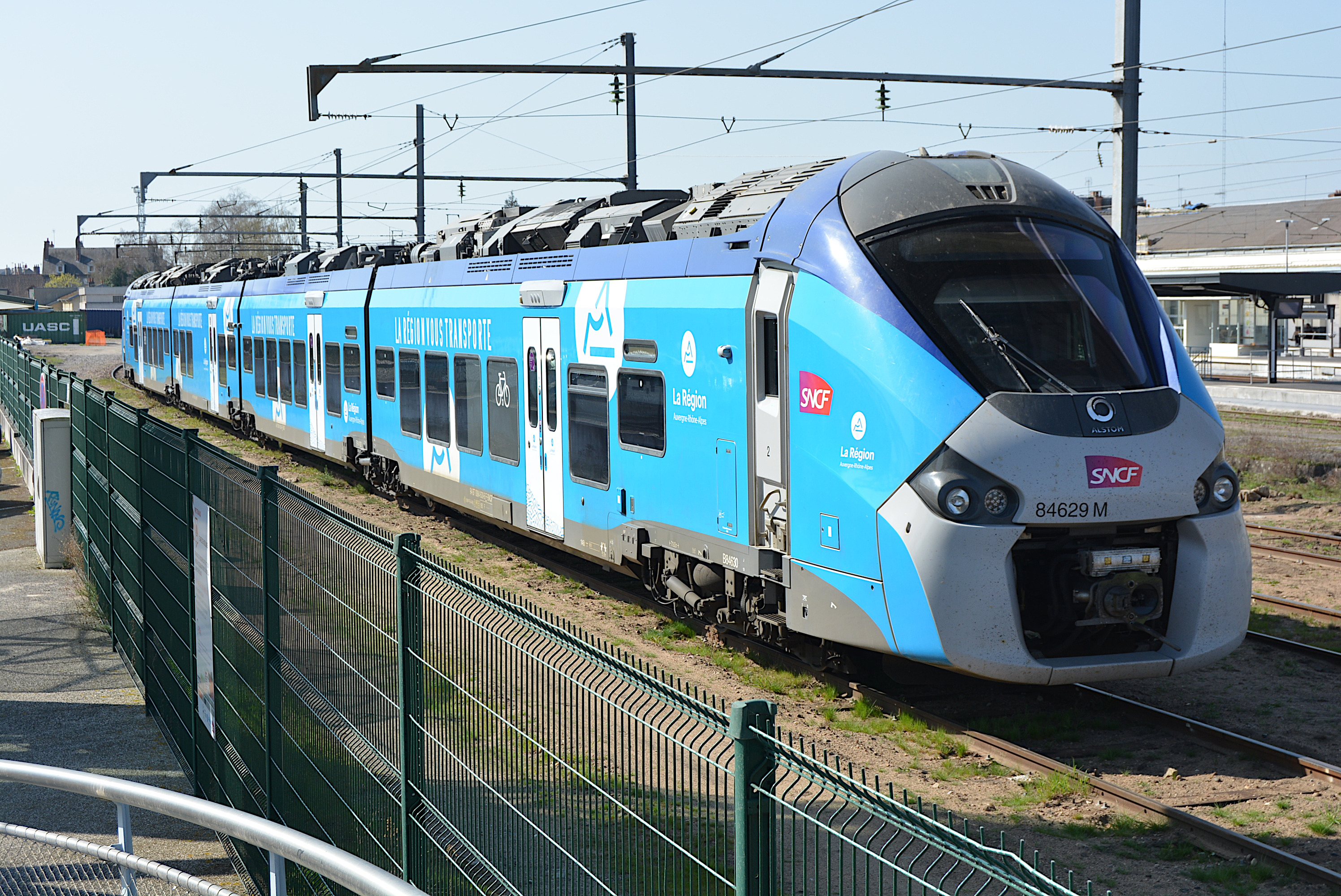
B84500形 （2022年撮影）
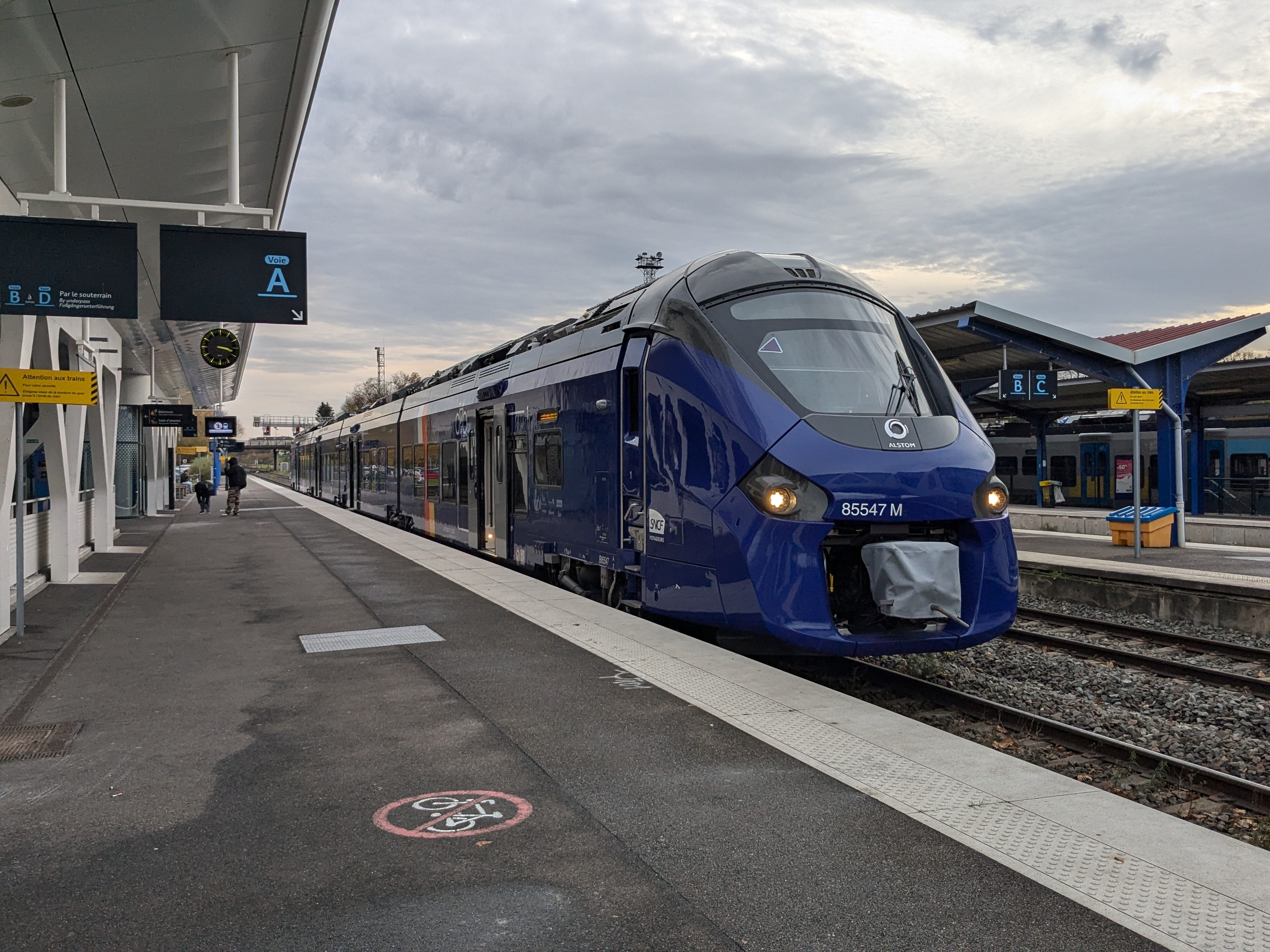
B85500形 （2024年撮影）
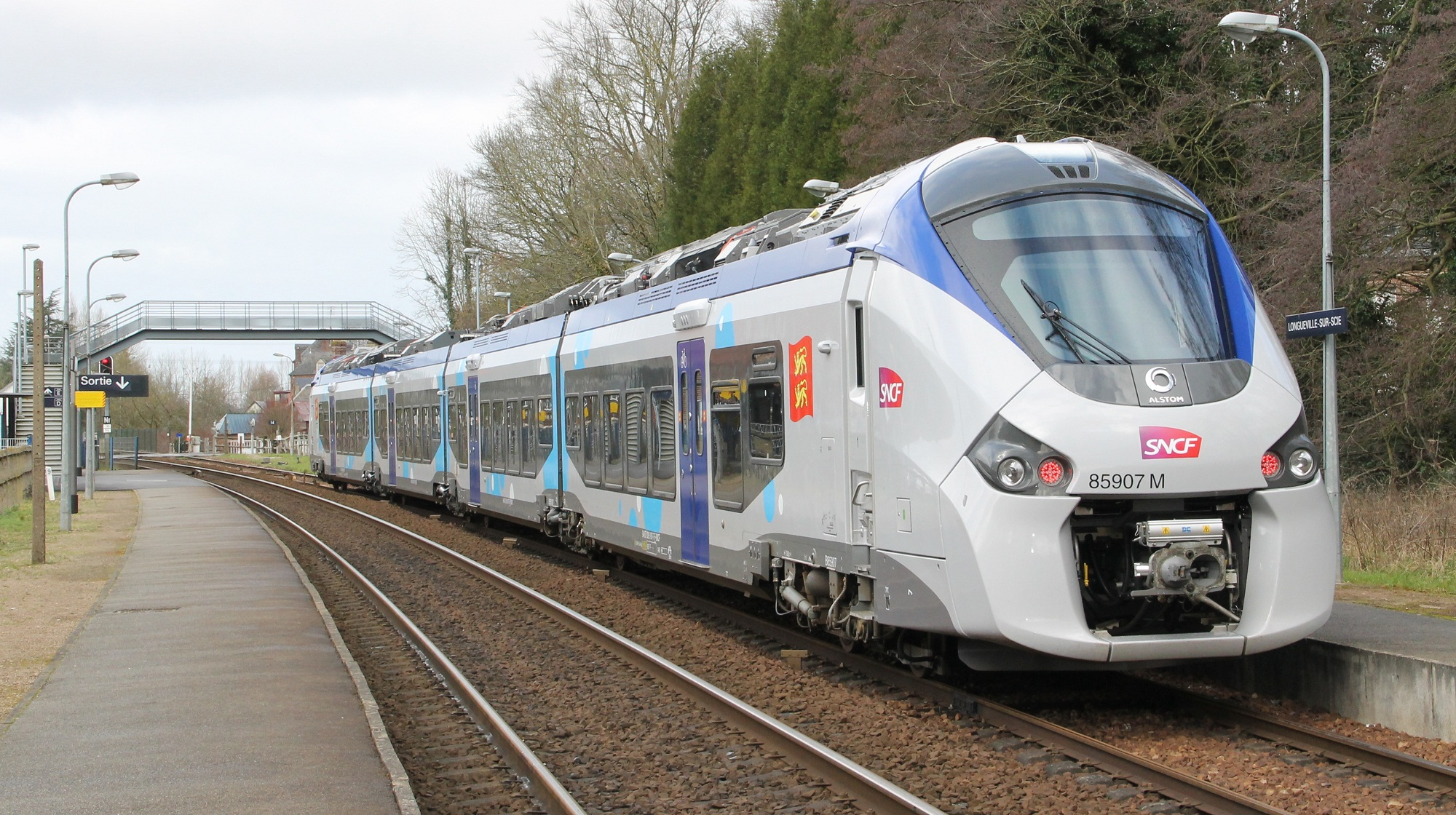
B85900形 （2016年撮影）
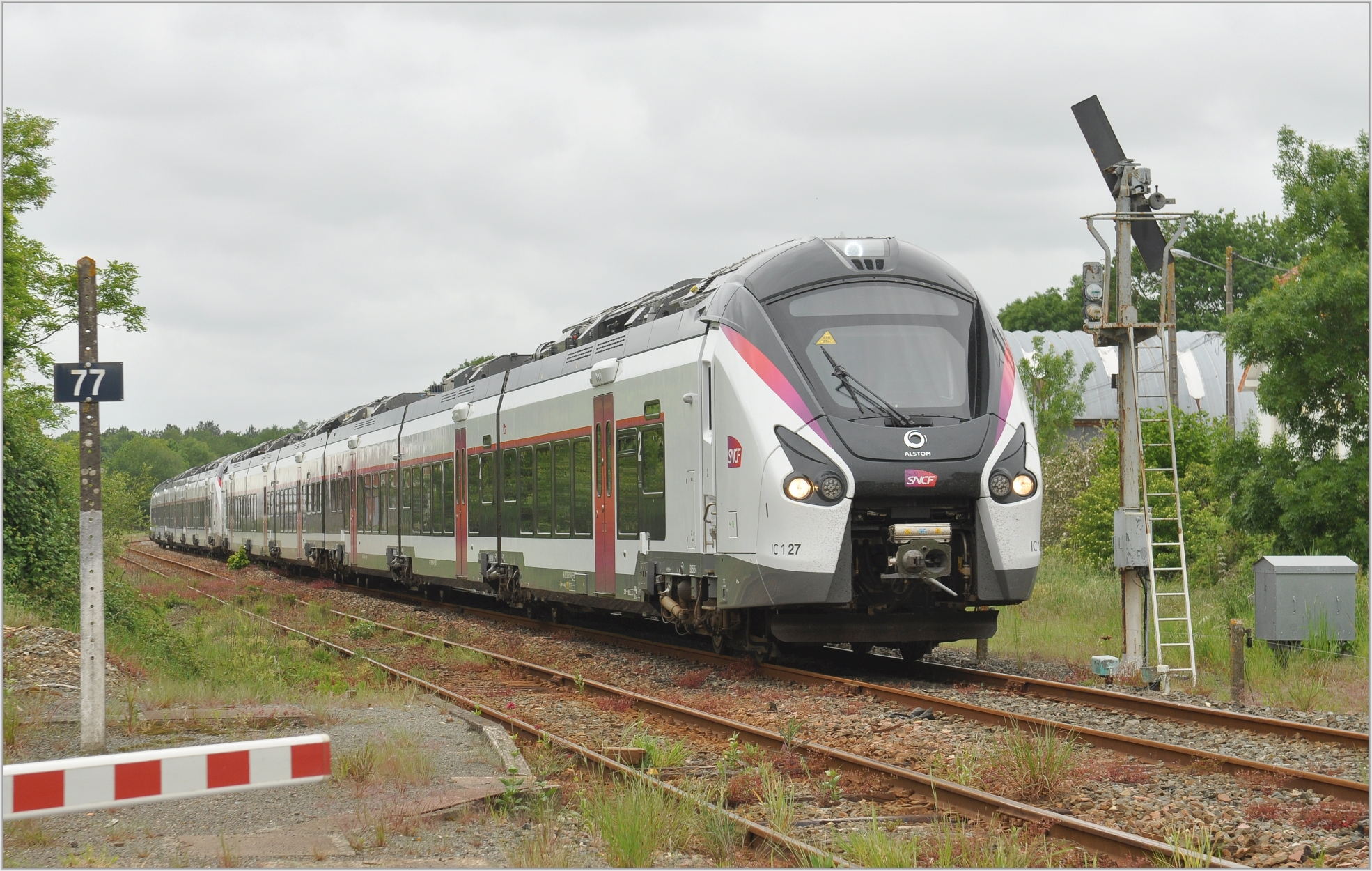
B85000形 （2018年撮影）
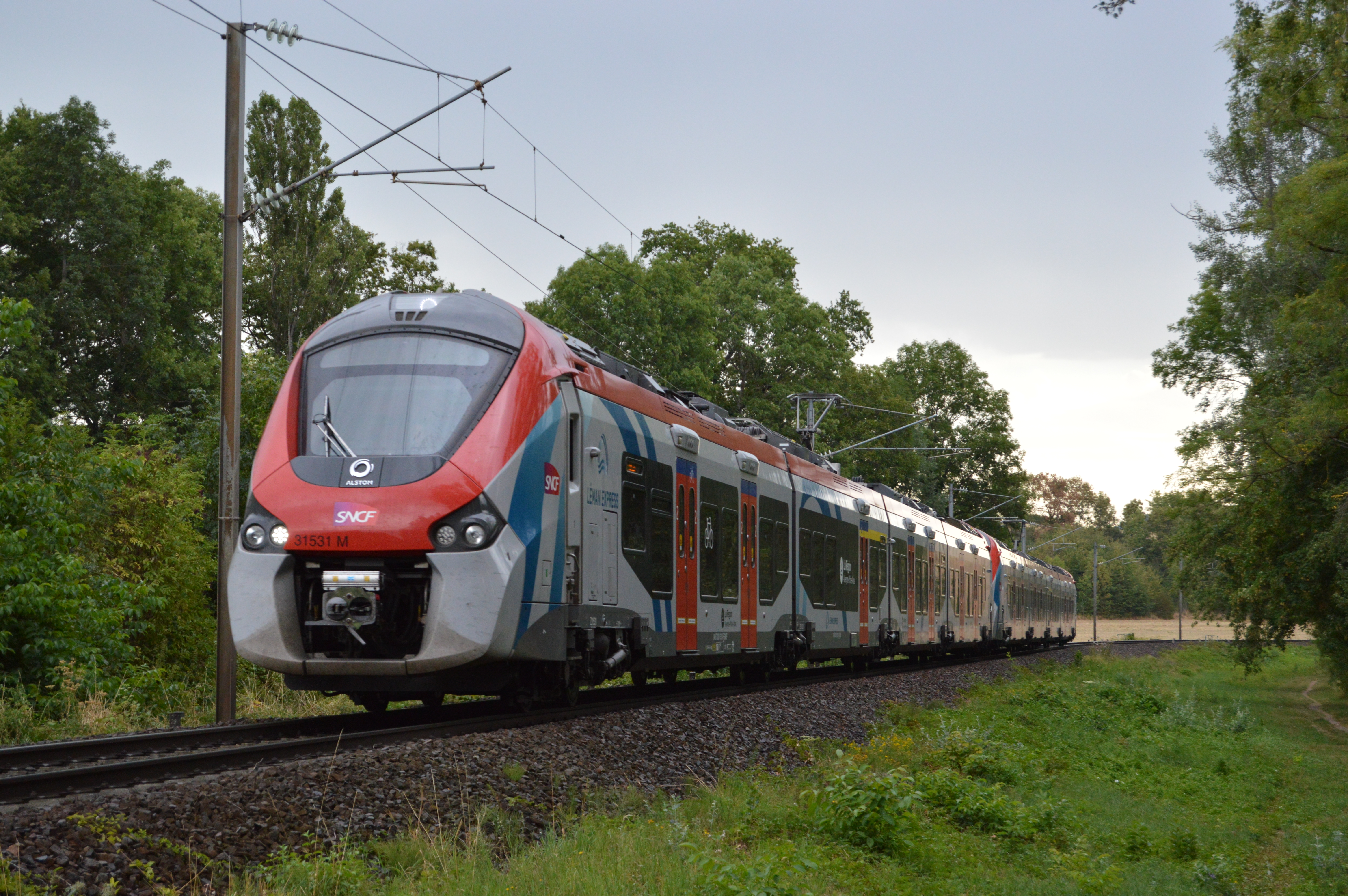
Z31500形 （2023年撮影）
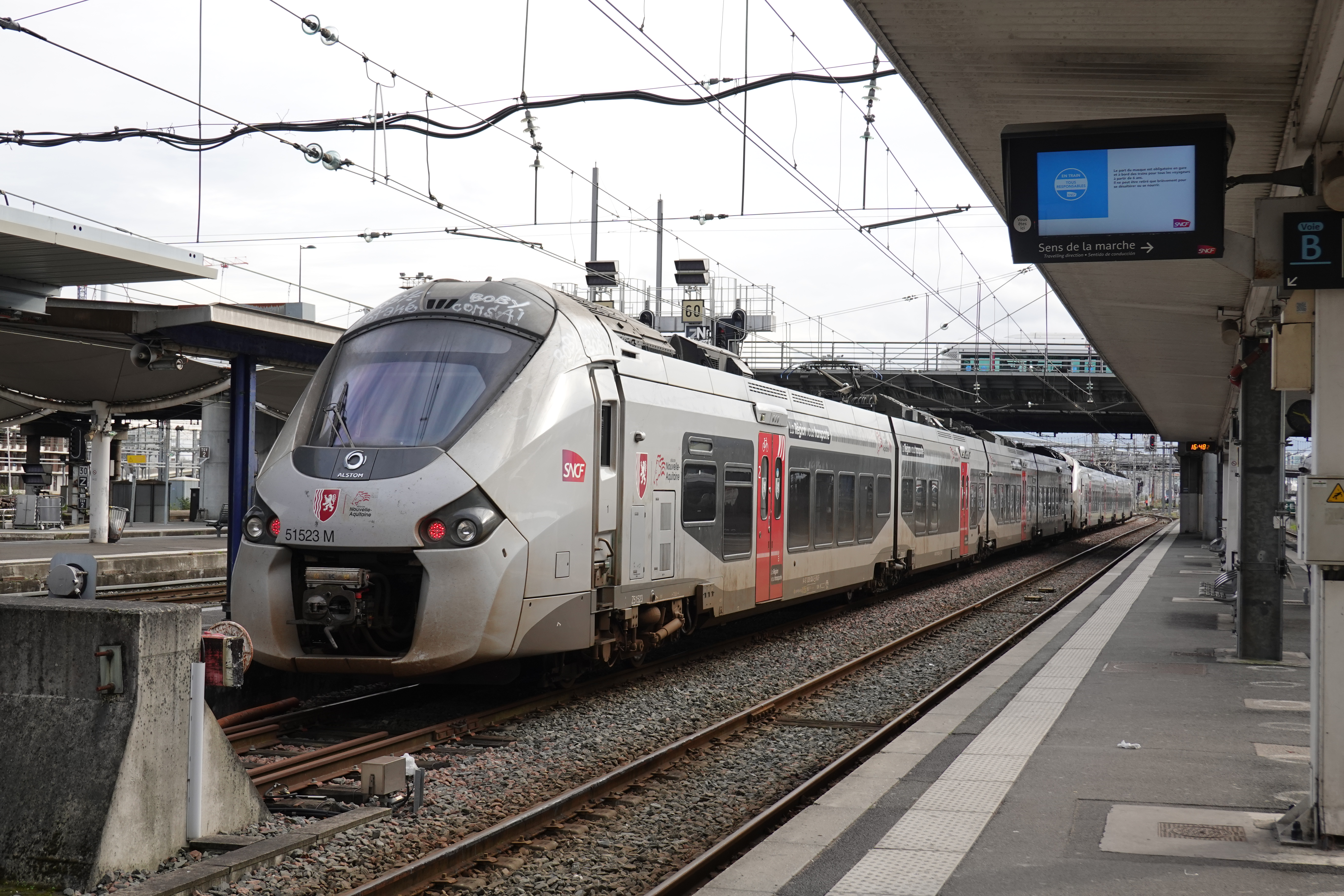
Z51500形 （2022年撮影）
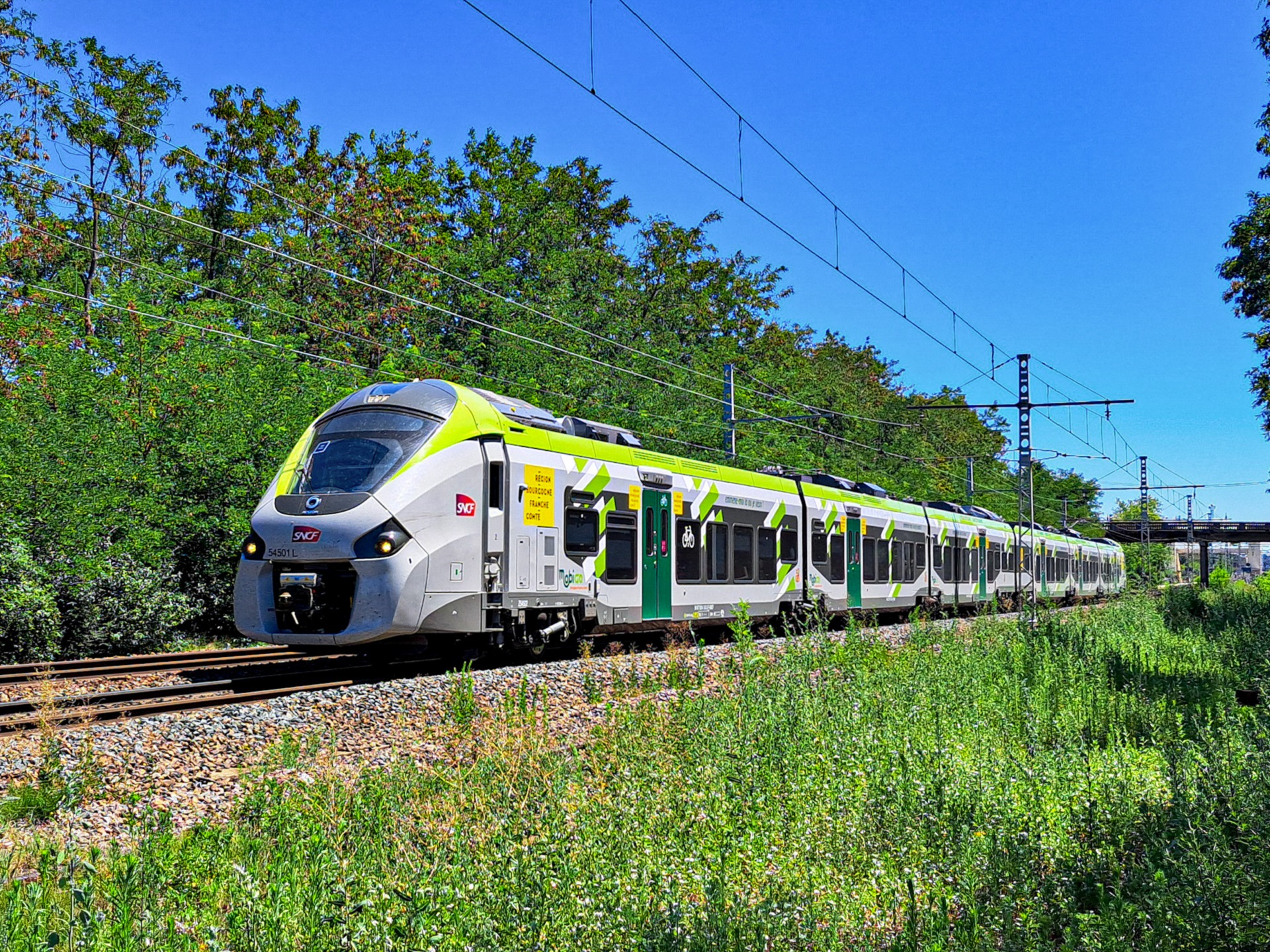
Z54500形 （2022年撮影）
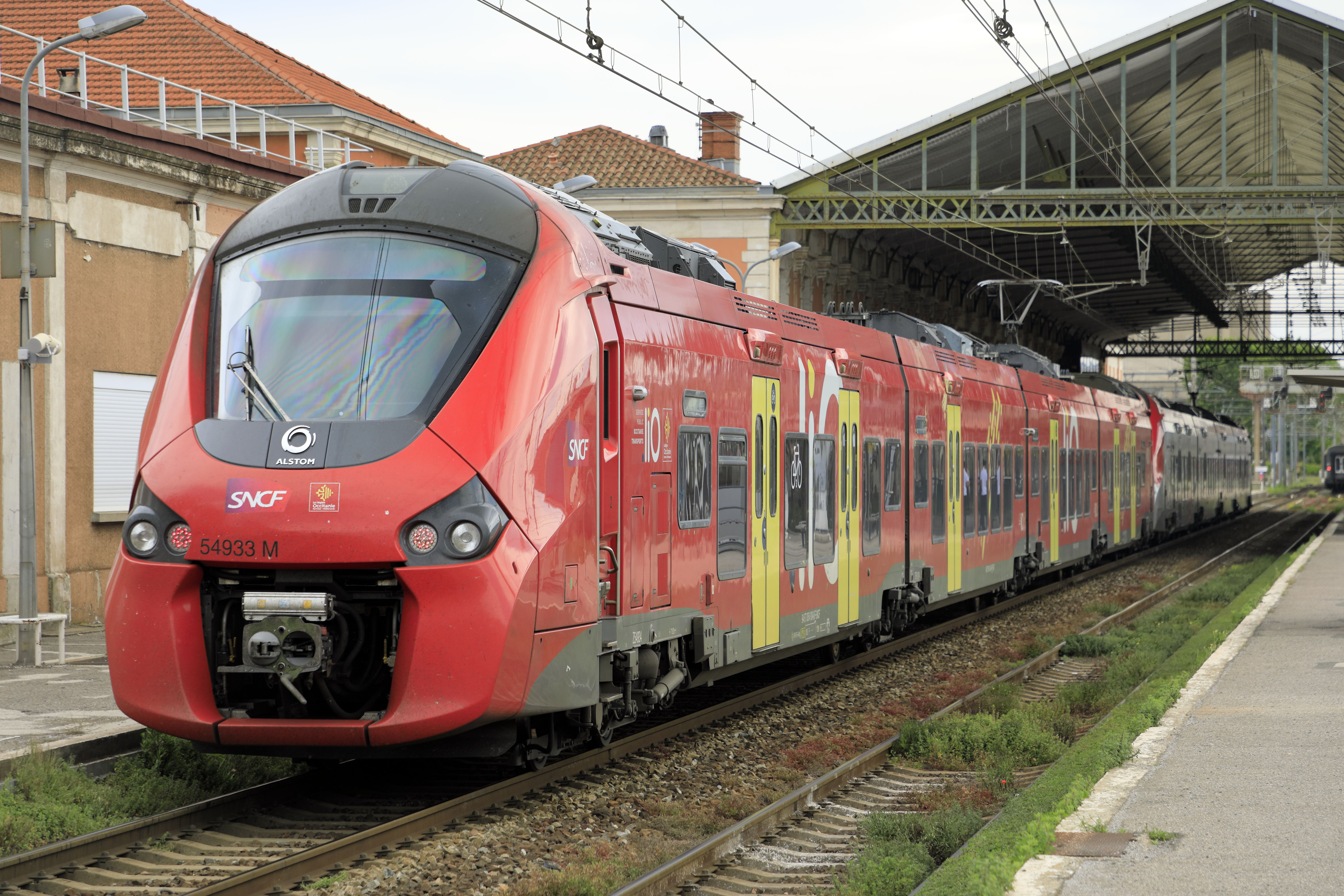
Z54900形 （2024年撮影）